# Rose Reilly

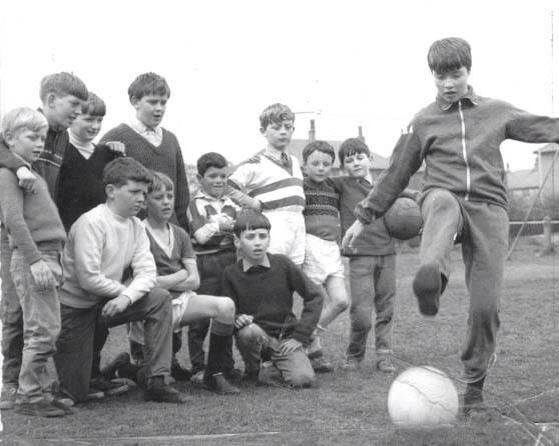
Reilly demonstriert ihre Fähigkeiten im Alter von neun Jahren

Rose Reilly MBE, verh. Peralta, (* 2. Januar 1955 in Kilmarnock) ist eine ehemalige schottisch-italienische Fußballspielerin. Die Stürmerin war die erste Profispielerin aus Schottland.

## Biographie
Rose Reilly entstammte einer katholischen Arbeiterfamilie und wuchs in Stewarton im schottischen East Ayrshire auf, 20 Kilometer entfernt von Glasgow. Im Alter von sechs Jahren begann sie, im örtlichen Jungenklub Stewarton United Fußball zu spielen. Dafür schnitt sie sich die Haare kurz und nannte sich Ross. Bei einem Turnier mit der Jungenmannschaft, bei dem sie acht Tore schoss, erregte sie das Interesse eines Scouts von Celtic Glasgow. Dieser glaubte, Rose sei ein Junge und sah von einer Verpflichtung ab, als erfuhr, es handele sich bei Ross um ein wee lassie (kleines Mädchen).
Im Alter von 16 Jahren wurde Reilly ausgewählt, um Schottland bei den Commonwealth Games im Fünfkampf zu vertreten, was sie aber nach wenigen Tagen ablehnte, um sich auf Fußball zu konzentrieren. 1965 hatte sie ihr Debüt bei den Stewarton Thistle Ladies und gehörte zu der Mannschaft, die 1971 den ersten schottischen Pokal gewann. Der Club wurde 1961 gegründet und gilt als der älteste Frauenfußclub Schottlands. Mit Westhorn United gewann sie den schottischen Pokal, Liga-Pokal und die Liga-Meisterschaft.
Frauenfußball war in Schottland seit 1921 verboten und wurde erst 1974 gegen einigen Widerstand im schottischen Verband offiziell wieder zugelassen. Bei einer Abstimmung über diese Frage in der UEFA hatte der schottische Verband drei Jahre zuvor als einziger gegen die Anerkennung des Frauenfußballs votiert; Fußball sei kein „game for ladies“ („kein Spiel für Damen“). Dennoch wurde schon 1972 – gegen den Willen der Verbandsoberen – das erste offizielle Länderspiel ausgetragen, gegen England, das die Schottinnen mit 2:3 verloren.
Um professionell Fußball spielen zu können, ging Rose Reilly 1973 zur französischen Frauenmannschaft Stade Reims, vermittelt von einem Journalisten des Daily Record. Wegen dieses Schritts wurden sie und ihre Mannschaftskameradinnen Edna Nellis und Elsie Cook, die ebenfalls ins Ausland gegangen waren, vom schottischen Verband für unbestimmte Zeit gesperrt.
Nach einem sechsmonatigen Aufenthalt in Reims bekam Reilly ein Angebot des AC Mailand und spielte vier Jahre lang in der Profimannschaft der Frauen. Insgesamt gewann sie in den folgenden 22 Jahren acht Titel und zwei Pokale mit acht weiteren italienischen Mannschaften, unter anderem für Catania und für Lecce. 1978 und 1981 gewann sie zweimal den Goldenen Schuh der italienischen Serie A, wobei sie 43 beziehungsweise 45 Tore erzielte. In der Saison 1978/79 gewann sie Meistertitel sowohl in Italien als auch in Frankreich, wobei sie an einem Samstagabend für Lecce spielte und dann am Sonntagnachmittag nach Frankreich flog, um für Reims zu spielen.
Zehnmal lief Rose Reilly für die schottische Nationalmannschaft auf, 13 mal für die italienische, nachdem sie dortige Staatsbürgerschaft erlangt hatte. Sie habe, so sagte sie, ein „Scottish heart beating under an Italian jersey“ („ein schottisches Herz, das unter einem italienischen Trikot schlage“). 1983 wurde in China eine inoffizielle Fußball-Weltmeisterschaft der Frauen organisiert. Italien siegte gegen die USA vor 90.000 Zuschauern in Peking mit 3:1. Reilly wurde zudem zur Spielerin des Jahres gekürt. 1984 war sie die Kapitänin der italienischen Mannschaft, die bei der Mundialito im Finale die deutsche Mannschaft mit 3:1 schlug. Obwohl die Weltmeisterschaft der Frauen damals inoffiziell war und Reilly für Italien spielte, wird sie in den schottischen Medien als „einziger Fußballweltmeister aus Schottland“ bezeichnet.
Nach dem Ende ihrer Profikarriere verletzte sich Reilly bei einem Hobbyspiel und lernte so ihren späteren Mann, den argentinischen Sportarzt Norberto Peralta, kennen. Das Ehepaar lebte in Italien und wohnt seit 2001 mit ihrer Tochter in Stewarton, dem Heimatort von Reilly (Stand 2020).

## Ehrungen
2007 wurde Reilly in die Scottish Sports Hall of Fame sowie in die Scottish football’s Hall of Fame – als erste und bis 2020 einzige Frau – aufgenommen. 2011 wurde sie mit dem Professional Footballer’ Association Scotland Merit Award ausgezeichnet.
2019 wurde Rose Reilly für ihre Verdienste um den Frauenfußball mit einem Ehrendoktorhut der Glasgow Caledonian University gewürdigt. In der New Years Honours List 2020 wurde sie zum Member des Order of the British Empire ernannt.

## Film
2019 hatte ein Dokumentarfilm über Rose Reilly der Filmemacherin Margot McCuaig Premiere in Glasgow und wurde anschließend auf BBC Alba ausgestrahlt.